# Jaroslav Vetejška

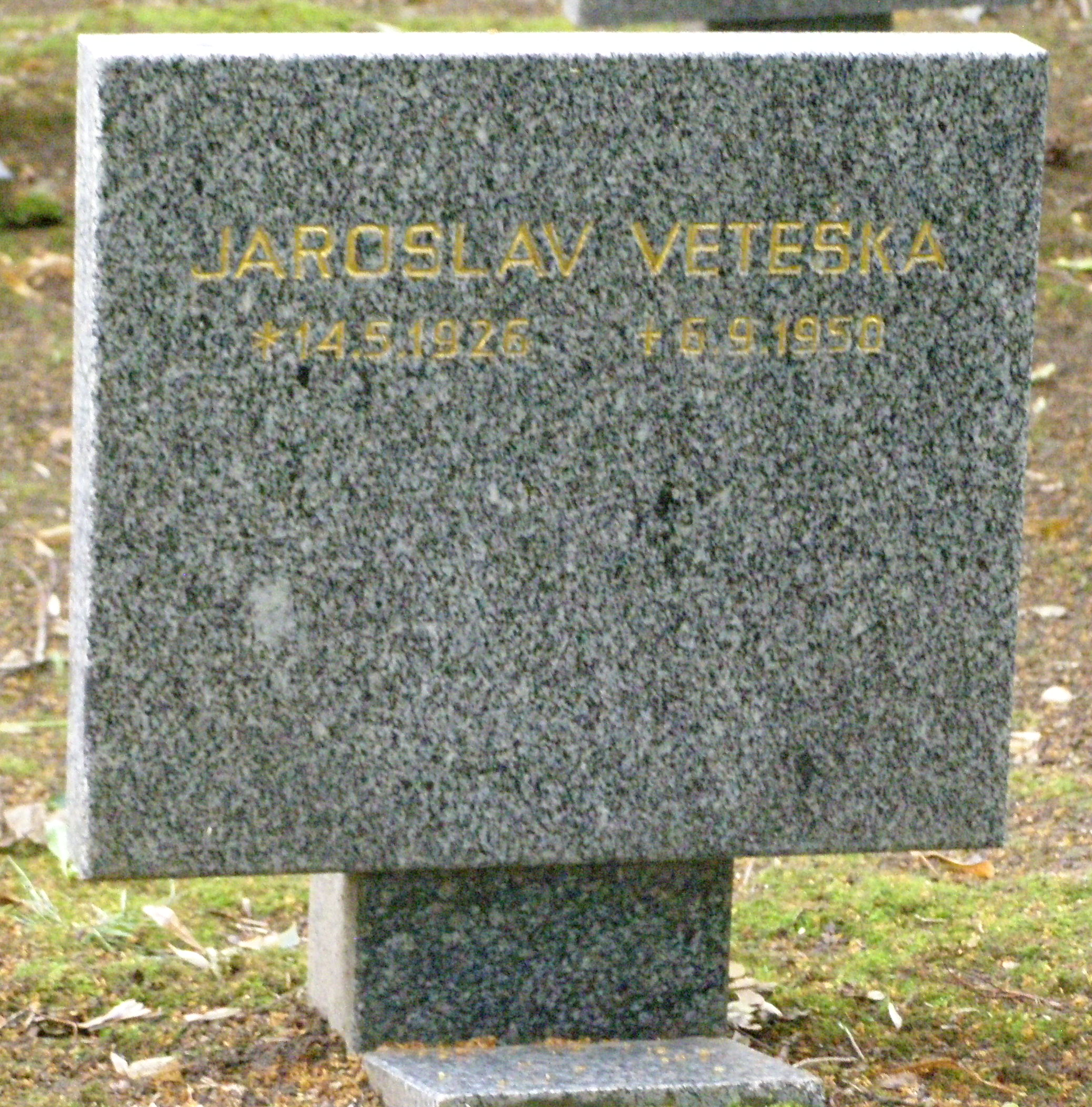
Symbolický hrob na Čestném pohřebišti popravených a umučených z padesátých let (III. odboj) na Ďáblickém hřbitově v Praze

Jaroslav Vetejška (14. května 1926 Batelov – 6. září 1950 Věznice Pankrác) byl český automechanik a protikomunistický odbojář odsouzený v politickém procesu komunistickým režimem k trestu smrti a v roce 1950 popraven.

## Životopis
Narodil se v roce 1926 v Batelově na Jihlavsku. Měl sestru Věru, která zemřela ještě v jeho mládí. Jeho otec byl živnostník. Jeho rodina zároveň vlastnila dům a instalatérskou dílnu v Hodoníně. V mládí se vyučil automechanikem, přičemž pracoval u firmy Popelka v Hodoníně a u Moravských naftových dolů. Ve svých 22 letech poté nastoupil povinnou vojenskou službu. Z ní ovšem uprchl, přičemž během útěku ukradl ze skladu tři pistole. Rodinnou dílnu v Hodoníně tou dobou vedla matka, neboť Vetejškův otec před tím zemřel. Po únorovém převratu ale byla rodina kvůli svému „buržoaznímu původu“ šikanována ze strany úřadů.

### Po útěku z vojny
Sám Vetejška po útěku z vojenské služby unikal dopadení řadu měsíců. Se svým přítelem Mojmírem Bečkou přitom plánoval utéct na západ. V červnu 1949 se stal členem odbojové organizace se sídlem v Dolních Bojanovicích, kterou vedli Pavel Hubačka a Josef Pospíšil. V místní škole se v rámci svého odbojové činnosti nejprve pokusil ukrást rozhlas. Po setkání s Miroslavem Kubičíkem se nakonec definitivně odhodlal k překročení státní hranice. To se jim úspěšně podařilo, když překročili hranici u Mikulova, přičemž po jejím překročení, následném zadržení a zdlouhavém vyslýchání se jim podařilo dostat do uprchlického tábora v Salcburku. Vetejška poté odešel do Innsbrucku, kde se zapojil do služeb francouzské zpravodajské služby. Po měsíčním školení poté začal v jejích službách působit jako agent chodec s působištěm v oblasti Hodonínska.

#### Návrat do Československa
Poté se mu v listopadu 1949 podařilo překročit státní hranici zpět do Československa, přičemž se snažil získat zpravodajské informace. To se mu ovšem nedařilo a Vetejška se tak spíše zaměřil na další působení v domácím odboji. V prosinci 1949 se stal vedoucím rozsáhlé loupeže ve skladišti závodních milicí hodonínské cihelny. Akce byla úspěšná, když skupina získala pět zbraní a přes tisíc nábojů. Skupina přitom měla v plánu řadu dalších podobných akcí.

#### Smrt poručíka StB
V lednu 1950 se podílel na smrti poručíka Státní bezpečnosti Aloise Dyčky, který zemřel při přestřelce před svým bydlištěm. Sám byl přitom vážně zraněn, když jej jedna ze střel zasáhla do oblasti krku. Zatčen byl o tři dny později. Posléze byl převezen do vazby v Uherském Hradišti. Během pobytu ve vazbě byl poté vyšetřovateli mučen.

#### Soudní proces a poprava
V následném veřejném soudní procesu konaném v březnu 1950 v hodonínské Sokolovně byl Vetejška za trestné činy velezrady, vyzvědačství, úkladné vraždy, krádeže a zběhnutí odsouzen k trestu smrti. Dalších čtrnáct osob bylo v tomto politickém procesu odsouzeno k dlouholetým trestům odnětí svobody včetně trestů doživotních (mezi nimi právě Mojmír Bečka či Jaromír Pořízek, kteří byli označení za agenty z Vatikánu). V červnu 1950 zamítl Nejvyšší soud Vetejškovo odvolání. Ten tak byl popraven v září 1950. Pohřben byl do společného hrobu na Ďáblickém hřbitově.